# 南吕梁山隧道
南吕梁山隧道位于中国山西省临汾市，是山西中南部铁路工程中最长的隧道。隧道穿越吕梁山，为双洞单线隧道，左线长23.441千米，右线长23.465千米。隧道于2013年6月贯通，並於2014年12月30日投入使用。
隧道施工期间的2012年12月25日下午，隧道内由于爆破违章操作，发生爆炸事故，造成8人死亡，5人受伤。事故发生后，施工方中铁隧道集团二处并未上报事故，29日网络上出现传闻，山西省政府接到举报后核查，事故才被曝光。事故后南吕梁山隧道全线停工至3月15日。